# Kahramanmaraş (provincie)
Kahramanmaraşská provincie (nebo též jednoduše Maraşská provincie) je tureckou provincií, nachází se v jihovýchodní části Malé Asie. Rozloha provincie činí 14 213 km2, v roce 2000 zde žilo 1 002 384 obyvatel. Hlavním městem provincie je Kahramanmaraş.

## Administrativní členění
Kahramanmaraşská provincie se administrativně člení na 10 distriktů:
- Kahramanmaraş
- Afşin
- Andırın
- Çağlayancerit
- Ekinözü
- Elbistan
- Göksun
- Nurhak
- Pazarcık
- Türkoğlu